# Nine Lives (альбом Deuce)
Nine Lives — дебютный студийный альбом американского рэп-рок исполнителя Deuce, известного в качестве бывшего участника и основателя Hollywood Undead. Альбом был издан 24 апреля 2012 года в Северной Америке через лейбл Five Seven Music. Стандартное издание включает в себя семь новых песен и четыре композиции, изданных ранее. Первый сингл из альбома «Let's Get It Crackin'» был выпущен 28 ноября 2011 года. Вторым и самым успешным синглом стала песня «America», релиз которой состоялся 10 января 2012 года. Третий сингл «Help Me» вышел 3 апреля 2012 года. На все три сингла сняты видеоклипы. Четвёртым предальбомным синглом стала песня «Nobody Likes Me», записанная совместно с лидером группы Falling in Reverse Ронни Радке и изданная за день до релиза альбома, 23 апреля, через iTunes Store. Альбом дебютировал на 37 позиции в чарте Billboard 200.

## Предыстория
После того, как Deuce выиграл судебное разбирательство с лейблом A&M/Octone Records, он стал записывать дебютный сольный альбом, работа над которым была завершена осенью 2011 года. В записи альбома участвовали также солист пост-хардкор коллектива Falling in Reverse Ронни Радке, рэпер Skee-Lo, певец и модель-транссексуал Джефри Стар, участник хип-хоп группы Gym Class Heroes Трэвис МакКой и коллеги Deuce по движению 9Lives: Truth, близкий друг и основатель движения; Gadjet из рэп-рок группы Kinda Major, а также Veze Skante. Первоначально дата выхода была назначена на 27 марта 2012, однако позже перенесена на 24 апреля.
Первый сингл из альбома, песня «Let's Get It Crackin'» с участием Джефри Стара, вышел 28 ноября 2011 года вместе с музыкальным видео. Вторым и самым успешным синглом из альбома стала песня «America», впервые исполненная вживую весной 2011 года. Релиз сингла был назначен на 17 января 2012, однако из-за утечки видеоклипа дата была перенесена на 10 января. Песня заняла 16 место в чарте Hot Mainstream Rock Tracks и 20 место в чарте Active Rock. По словам Deuce, сингл продавался тиражом 3000 копий в неделю. В феврале была представлена обложка альбома, его треклист, а также было объявлено, что Deuce примет участие в Fight to Unite Tour с Brokencyde, Blood on the Dance Floor и другими скримо/кранккор исполнителями. Третьим синглом стала песня «Help Me», релиз которой откладывался полтора месяца, начиная с февраля 2012. Песня утекла в сеть 27 марта 2012 года, сингл вышел 3 апреля. Видеоклип на песню появился 17 апреля на сайте Hot Topic. В тот же день альбом был слит на сайте компании Spotify. За день до официального релиза альбома, 23 апреля, в магазине iTunes появилась возможность бесплатно скачать песню «Nobody Likes Me», подвергнутую цензуре. До выхода альбома было представлено девять коротких видео о предстоящем релизе.

 Этот альбом имеет сходное звучание и похож в стиле на мою часть альбома Swan Songs, но только теперь моё творчество неограниченно и имеет рейтинг +17. Я взял всё, что мне нравится на Swan Songs и поднял на новый уровень в Nine Lives. Если вам нравилось то, что я делал раньше, то новый альбом вам тоже понравится… Оригинальный текст (англ.) This album has that signature Deuce sound and is similar in flavor to what I on Swan Songs, but completely unrestricted and rated NC-17. I took some of the shit I couldn’t get away with on Swan Songs and brought it to another level for Nine Lives. If you liked what I did before, you will love this...”— Deuce 

## Музыкальный стиль и лирика альбома
В альбоме присутствуют как песни, подходящие для вечеринок («Let’s Get It Crackin'», «I Came to Party», «Freaky Now»), так и серьёзные, даже мрачные композиции («America»). Deuce оставил немало упоминаний о своей бывшей группе Hollywood Undead: песня «Help Me» посвящена бывшему лейблу Арона и его группы, песня «Nobody Likes Me» — отношению публики к нему после ухода из коллектива. Композиция «Till I Drop» является своеобразным гимном движения 9Lives («Theres no more Undead, it’s Ninelives» — строки из песни). Песня «Walk Alone» — обращение к участнику Hollywood Undead Johnny 3 Tears (Джордж Рейган). В альбоме имеют место также лирические композиции: «The One», «Gravestone», «Now You See My Life».
Большинство песен исполнены в стилях хип-хоп и рэп-рок. «America» — самая тяжёлая песня в альбоме, которую можно отнести к жанру ню-метал. В композиции «I Came to Party» сочетаются поп-куплеты Deuce, хип-хоп часть Трэви МакКоя, рок-гитары и дабстеп. Песни «The One», «Freaky Now», «Gravestone», «Now You See My Life», «Don’t Approach Me», «Deuce Dot Com» и «Don’t Speak Bitch» были выпущены ранее, но перезаписаны для альбома с участием инструментов. «Freaky Now» отсутствует в цензурном издании альбома.

## Список композиций
| №                   | Название                                            | Автор(ы)                                    | Длительность |
| ------------------- | --------------------------------------------------- | ------------------------------------------- | ------------ |
| 1.                  | «Let's Get It Crackin'» (feat. Jeffree Star)        | Deuce, Yuma, Arina Chloe,Jeffree Star       | 4:48         |
| 2.                  | «Help Me» (Спаси меня)                              | Deuce, Yuma                                 | 4:17         |
| 3.                  | «America» (Америка)                                 | Deuce, Yuma                                 | 4:05         |
| 4.                  | «I Came to Party» (feat. Truth and Travie McCoy)    | Deuce,Arina Chloe, Goldstein, McCoy, Yuma   | 3:39         |
| 5.                  | «The One» (Тот, кто)                                | Deuce, Yuma                                 | 3:35         |
| 6.                  | «Freaky Now» (feat. Truth and Jeffree Star)         | Deuce, Yuma, Jeffree Star, Truth            | 4:33         |
| 7.                  | «Nobody Likes Me» (feat. Truth and Ronnie Radke)    | Deuce, Radke, Yuma, Yevgeny Shakhov         | 5:24         |
| 8.                  | «Walk Alone» (Я один)                               | Deuce, Yuma                                 | 3:20         |
| 9.                  | «Till I Drop» (feat. Truth, Gadjet and Veze Skante) | Deuce, Yuma, Gadjet, Skante, Shakhov, Truth | 4:42         |
| 10.                 | «Gravestone» (Могильная плита)                      | Deuce, Yuma                                 | 3:54         |
| 11.                 | «Now You See My Life» (feat. Skee-Lo)               | Deuce, Skee-Lo, Yuma                        | 4:17         |
| Общая длительность: | Общая длительность:                                 | Общая длительность:                         | 46:34        |

| №                   | Название                       | Длительность |
| ------------------- | ------------------------------ | ------------ |
| 12.                 | «Walk the Walk» (feat. Gadjet) | 3:42         |
| Общая длительность: | Общая длительность:            | 50:16        |

| №                   | Название                       | Длительность |
| ------------------- | ------------------------------ | ------------ |
| 12.                 | «Deuce Dot Com»                | 3:24         |
| 13.                 | «Don't Approach Me»            | 4:05         |
| 14.                 | «Walk the Walk» (feat. Gadjet) | 3:42         |
| Общая длительность: | Общая длительность:            | 57:45        |

| №                   | Название            | Длительность |
| ------------------- | ------------------- | ------------ |
| 12.                 | «Deuce Dot Com»     | 3:24         |
| 13.                 | «Don't Approach Me» | 4:05         |
| Общая длительность: | Общая длительность: | 54:03        |

| №                   | Название                           | Длительность |
| ------------------- | ---------------------------------- | ------------ |
| 12.                 | «Hollyhood Vacation» (feat. Truth) | 4:20         |
| Общая длительность: | Общая длительность:                | 50:54        |

| №                   | Название            | Длительность |
| ------------------- | ------------------- | ------------ |
| 12.                 | «Don't Speak Bitch» | 2:39         |
| Общая длительность: | Общая длительность: | 49:13        |

| №                   | Название                   | Длительность |
| ------------------- | -------------------------- | ------------ |
| 12.                 | «Set It Off» (feat. Truth) | 3:46         |
| Общая длительность: | Общая длительность:        | 52:59        |

## Чарты
| Чарт (2012)               | Высшая позиция |
| ------------------------- | -------------- |
| US Billboard 200          | 37             |
| US Top Rock Albums        | 13             |
| US Top Alternative Albums | 9              |
| US Top Independent Albums | 7              |
| US Top Hard Rock Albums   | 2              |
| Canadian Albums Chart     | 38             |

## История издания
| Регион        | Дата           | Лейбл            |
| ------------- | -------------- | ---------------- |
| США           | 24 апреля 2012 | Five Seven Music |
| По всему миру | 7 мая 2012     | Five Seven Music |